# Copestylum tibiale
Copestylum tibiale är en tvåvingeart som först beskrevs av Macquart 1846.  Copestylum tibiale ingår i släktet Copestylum och familjen blomflugor. Inga underarter finns listade i Catalogue of Life.